# 993
Anul 993 (CMXCIII) a fost un an al calendarului iulian.

## Nașteri
- dată necunoscută: Olaf al II-lea al Norvegiei  (d. 1030)

## Decese
- Landenulf al II-lea de Capua, principe de Capua (din 982), (n. ?)

- Odo I al Saxoniei răsăritene, margraf de Ostmark (din 965), (n.c. 930)